# 美國派3：美國婚禮
《美国派3：美国婚礼》（英語：American Wedding）是2003年美國的一部喜劇電影，也是《美國派》和《美國派2》的續集。電影的編劇是亚当·赫兹，導演是杰西·迪伦。電影講述了系列前兩部電影中的朋友們再次歡聚一堂，慶祝吉姆和蜜雪兒的婚禮。

## 剧情
- （劇情承接第二集）

吉姆打算與蜜雪兒求婚，而吉姆將舉辦一場屬於他與蜜雪兒的夢幻婚禮。然而，史蒂夫·史戴弗勒絕對不會讓這場婚禮如此順利進行的，吉姆及好友該如何替他善後，同時又能將夢幻婚禮順利進行呢？

## 演员
- 1-3集皆登場之角色為史蒂夫、吉姆、蜜雪兒、芬奇、凱文、約翰&賈斯汀﹑史戴弗勒媽﹑吉姆父母。

| 演員                                     | 角色                                           | 備註                                                                                |
| 西恩·威廉·史考特 Seann William Scott     | 史蒂芬·史戴弗勒(史蒂夫) Steven "Steve" Stifler | 吉姆婚禮的最大攪局者。 喜歡凱登絲，曾與吉姆的祖母發生關係，被芬奇笑稱「祖母殺手」。 |
| 傑森·畢格斯 Jason Biggs                  | 詹姆士·雷文斯汀(吉姆) James "Jim" Levenstein   | 主角。                                                                              |
| 艾莉森·漢妮根 Alyson Hannigan            | 蜜雪兒·佛萊荷提 Michelle Flaherty              | 吉姆未婚妻。                                                                        |
| 艾迪·凱·湯瑪士 Eddie Kaye Thomas         | 保羅·芬奇 Paul Finch                           | 吉姆死黨。                                                                          |
| 湯瑪士·伊恩·尼可拉斯 Thomas Ian Nicholas | 凱文·邁爾斯 Kevin Myers                        | 吉姆死黨。                                                                          |
| 珍妮艾莉·瓊斯 January Jones              | 凱登絲·佛萊荷提 Cadence Flaherty               | 蜜雪兒的妹妹。喜歡史蒂夫。                                                          |
| 佛萊德·維拉德 Fred Willard               | 哈羅德·佛萊荷提 Harold Flaherty                | 蜜雪兒的父親。                                                                      |
| 尤金·李維 Eugene Levy                    | 諾亞·雷文斯汀 Noah Levenstein                  | 吉姆的父親。                                                                        |
| 莫莉·琪克 Molly Cheek                    | 雷文斯汀太太 Mrs. Levenstein                   | 吉姆的母親。                                                                        |
| 艾瑞克·亞倫·克萊莫 Eric Allan Kramer     | 貝爾維德(貝爾/大熊) Belvedere "Bear"           | 同志夜店的大隻佬，舞技了得。 曾和史蒂夫在舞池尬舞，後成了好友。                     |
| 黛珀拉·拉許 Deborah Rush                 | 瑪莉·佛萊荷提 Mary Flaherty                    | 蜜雪兒的母親。                                                                      |
| 珍妮佛·庫里姬 Jennifer Coolidge          | 珍妮·史戴弗勒 Jeanine Stifler                  | 史蒂夫的母親。                                                                      |
| 趙約翰 John Cho                          | 約翰 John                                      | 吉姆婚禮上的招待。                                                                  |
| 賈斯汀·艾斯佛德 Justin Isfeld            | 賈斯汀 Justin                                  | 吉姆婚禮上的招待。                                                                  |
| 安琪拉·佩頓 Angela Paton                 | 雷文斯汀奶奶 Grandma Levenstein                | 吉姆的祖母。 因史蒂夫的幹勁使得她在婚禮上開心不已。                                 |
| 阿曼達·史薇絲汀 Amanda Swisten           | 布蘭蒂 Fraulein Brandi                         | 貝爾找來的單身派對辣妹，cos女僕。                                                   |
| 妮琪·席勒·琪琳 Nikki Schieler Ziering    | 克萊絲托 Officer Krystal                       | 貝爾找來的單身派對辣妹，cos女警。                                                   |
| 勞倫斯·普萊斯曼 Lawrence Pressman        | 馬歇爾教練 Coach Marshall                      | 史蒂夫球隊的總教練。                                                                |
| 羅倫·萊斯特 Loren Lester                 | 神父 Celebrant                                 | 婚禮司儀。                                                                          |
| 法蘭西絲·康蘿伊 Frances Conroy           |                                                | 婚禮貴賓。                                                                          |